# 魯悉達
魯悉達（520年代—560年代），字志通，扶風郿縣人，南梁、南陳官员。
魯悉達的祖父魯斐是南齊通直散騎常侍、安遠將軍、衡州刺史、陽塘侯，父親魯益之則是南梁雲麾將軍、新蔡義陽二郡太守，弟弟是安左將軍、綏越郡公魯廣達。他自小以孝順聞名，起家梁南平嗣王蕭恪的中兵參軍；侯景之亂時，魯悉達糾合鄉民保衛新蔡，耕田儲糧。其時兵荒饑饉，京都及上川有很多人都餓死，倖存者都攜同到新蔡，由魯悉達分配糧食，救活不少人命，亦在當地給居所安頓。他又召撫晉熙郡等五郡人物獲得當地，命令弟弟魯廣達領兵跟隨王僧辯討伐侯景。平定侯景後，梁元帝授與他持節、仁威將軍、散騎常侍、北江州刺史。梁敬帝即位，王琳佔有上流，留異、余孝頃、周迪等紛紛武裝佔據所在地，魯悉達撫綏五郡，得到民心，士兵願意讓他差遣；王琳授悉達為鎮北將軍，陳霸先亦派遣趙知禮授與他征西將軍、江州刺史，又送鼓吹女樂，他都接受，但猶豫不決不就任。陳霸先命令安西將軍沈泰偷襲失敗；北齊也派來行臺慕容紹宗率領三萬兵士攻擊鬱口，勢力鼎盛，魯悉達出戰打敗齊軍，慕容紹宗只能隻身逃出。
王琳打算東下，考慮魯悉達控制中流，可能成為自己禍患，於是頻頻遣使招誘，他始終不服從；王琳沒法開闢版圖，就和連同北齊，北齊派來清河王高岳協助。二人爭持一年多，直到裨將梅天養等人懼怕惹罪，就引齊軍入城。魯悉達勒令麾下數千人過江歸附陳霸先，陳霸先看到他十分高興，說：「為何現在才來？」他回應：「臣鎮守安撫上流，願意當國家的蕃屏，陛下授臣官爵位，知恩深厚；沈泰偷襲臣下，威嚴亦深厚，然而臣下歸附的原因是陛下豁達大度，和漢高祖一樣。」陳霸先嘆道：「你說得對。」給他平南將軍、散騎常侍、北江州刺史的官職，封為彭澤縣侯。陳文帝即位，進號安左將軍。魯悉達雖然依仗氣節，但從來不以富貴輕視他人，喜歡詩詞歌賦，禮待人才，和玩賞聚會。天嘉二年（561年）四月改任安南將軍、吳州刺史，適逢母親逝世，悲傷過度而病死，虛歲三十八，贈安左將軍、江州刺史，諡孝侯，兒子魯覽嗣爵。

## 引用
1. 1 2  《陳書·卷十三·列傳第七》：魯悉達字志通，扶風郿人也。祖斐，齊通直散騎常侍、安遠將軍、衡州刺史，陽塘侯。父益之，梁雲麾將軍、新蔡義陽二郡太守。……弟廣達……
2. 1 2  《南史·卷六十七·列傳五十七》：魯悉達字志通，扶風郿人也。祖斐，齊衡州刺史、陽塘侯。父益之，梁雲麾將軍、新蔡義陽二郡太守。
3. ↑  《陳書·卷十三·列傳第七》：悉達幼以孝聞，起家為梁南平嗣王中兵參軍。侯景之亂，悉達糾合鄉人，保新蔡，力田蓄穀。時兵荒饑饉，京都及上川餓死者十八九，有得存者，皆攜老幼以歸焉。悉達分給糧廩，其所濟活者甚眾，仍於新蔡置頓以居之。招集晉熙等五郡，盡有其地。使其弟廣達領兵隨王僧辯討侯景。景平，梁元帝授持節、仁威將軍、散騎常侍、北江州刺史。
4. ↑  《南史·卷六十七·列傳五十七》：悉達幼以孝聞。侯景之亂，糾合鄉人保新蔡，力田蓄穀。時兵荒，都下及上川餓死者十八九，有得存者，皆攜老幼以歸焉，悉達所濟活者甚眾。招集晉熙等五郡，盡有其地。使其弟廣達領兵隨王僧辯討平侯景。梁元帝授北江州刺史。
5. ↑  《陳書·卷十三·列傳第七》：敬帝即位，王琳據有上流，留異、余孝頃、周迪等所在鋒起，悉達撫綏五郡，甚得民和，士卒皆樂為之用。琳授悉達鎮北將軍，高祖亦遣趙知禮授征西將軍、江州刺史，各送鼓吹女樂，悉達兩受之，遷延顧望，皆不就。高祖遣安西將軍沈泰潛師襲之，不能克。齊遣行臺慕容紹宗以眾三萬來攻鬱口諸鎮，兵甲甚盛，悉達與戰，敗齊軍，紹宗僅以身免。
6. ↑  《南史·卷六十七·列傳五十七》：敬帝即位，王琳據有上流，留異、余孝頃、周迪等所在蜂起，悉達撫綏五郡，甚得人和。琳授悉達鎮北將軍，陳武帝亦遣趙知禮授征西將軍、江州刺史，悉達兩受之，遷延顧望。武帝遣安西將軍沈泰潛師襲之，不能克。齊遣行台慕容紹宗來攻郁口諸鎮，悉達與戰，大敗齊軍，紹宗僅以身免。
7. ↑  《陳書·卷十三·列傳第七》：王琳欲圖東下，以悉達制其中流，恐為己患，頻遣使招誘，悉達終不從。琳不得下，乃連結於齊，共為表裏，齊遣清河王高岳助之。相持歲餘，會裨將梅天養等懼罪，乃引齊軍入城。悉達勒麾下數千人，濟江而歸高祖。高祖見之，甚喜，曰：「來何遲也？」悉達對曰：「臣鎮撫上流，願為蕃屏，陛下授臣以官，恩至厚矣，沈泰襲臣，威亦深矣，然臣所以自歸於陛下者，誠以陛下豁達大度，同符漢祖故也。」高祖嘆曰：「卿言得之矣。」授平南將軍、散騎常侍、北江州刺史，封彭澤縣侯。世祖即位，進號安左將軍。
8. ↑  《南史·卷六十七·列傳五十七》：王琳欲圖東下，以悉達制其中流，遣使招誘，悉達終不從。琳不得下，乃連結于齊，齊遣清河王高嶽助他們之。會裨將梅天養等懼罪，乃引齊軍入城，悉達勒麾下數千人濟江而歸武帝。帝見之喜曰：「來何遲也。」授北江州刺史，封彭澤縣侯。
9. ↑  《陳書》卷3：八月癸巳，以平北將軍、南徐州刺史留異為安南將軍、縉州刺史，平南將軍、北江州刺史魯悉達進號安左將軍……夏四月……庚寅，以安左將軍魯悉達為安南將軍、吳州刺史。
10. ↑  《陳書·卷十三·列傳第七》：悉達雖仗氣任俠，不以富貴驕人，雅好詞賦，招禮才賢，與之賞會。遷安南將軍、吳州刺史。遭母憂，哀毀過禮，因遘疾卒，時年三十八。贈安左將軍、江州刺史，諡曰孝侯。子覽嗣
11. ↑  《南史·卷六十七·列傳五十七》：悉達雖仗氣任俠，不以富貴驕人。雅好詞賦，招禮賢才，與之賞會。文帝即位，遷吳州刺史。遭母憂，哀毀過禮，因遘疾卒，諡孝侯。子覽嗣。

## 延伸阅读
[在维基数据编辑]
 《陳書·卷13》，出自姚思廉《陳書》
 《南史·卷67》，出自李延壽《南史》